# Christian de Chergé
Dom Christian de Chergé OCSO (* 18. Januar 1937 in Colmar, Département Haut-Rhin; † 21. Mai 1996 in Algerien) war ein französischer Zisterzienser der strengeren Observanz und Prior des Klosters Notre-Dame de l’Atlas in Tibhirine, Algerien (Erzbistum Algier). Er wurde 1996 zusammen mit sechs Mitbrüdern ermordet. Die Täter sollen muslimische Fundamentalisten der GIA gewesen sein. Am 18. Dezember 2018 wurde er gemeinsam mit 18 weiteren algerischen Märtyrern seliggesprochen.

## Leben

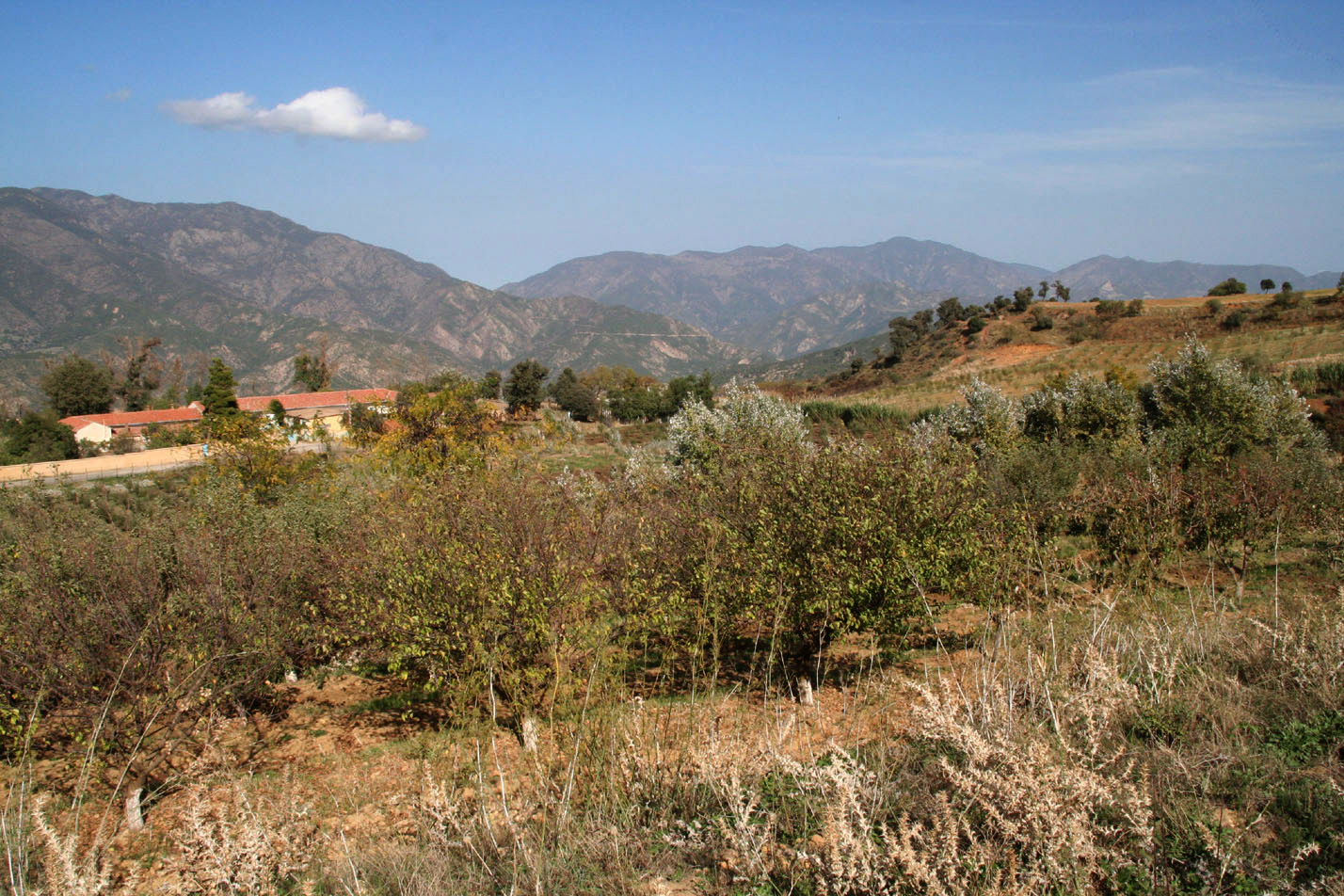
Kloster von Tibhirine

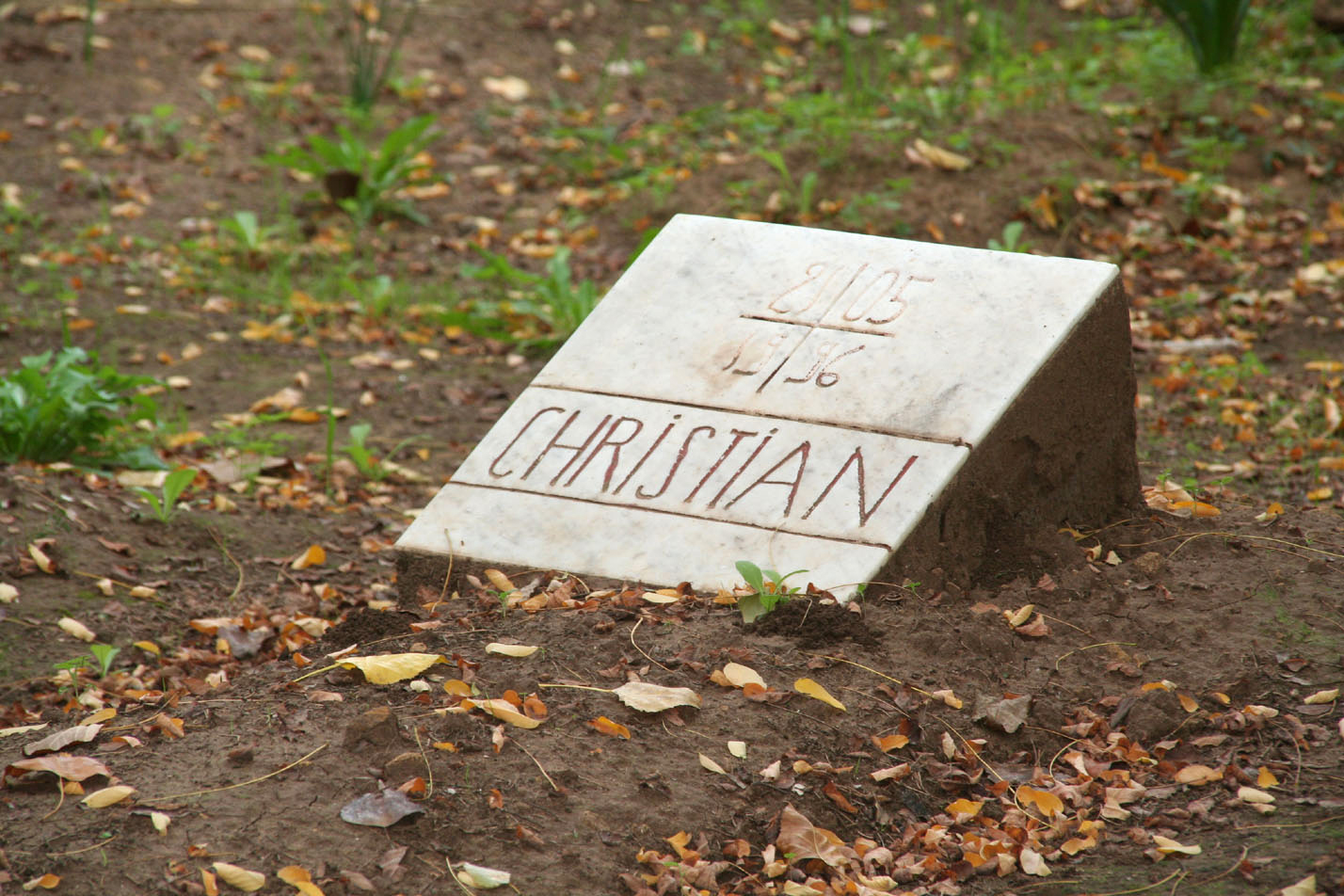
Gedenkstein für Christian de Chergé im Kloster von Tibhirine

Charles Marie Christian de Chergé war der Sohn eines französischen Berufssoldaten. Er stammte aus vornehmer aristokratischer Familie (lateinischer Wappenspruch semper recte, „immer aufrecht“; lat.) und hatte sieben Geschwister. Während des Zweiten Weltkriegs lebte die Familie drei Jahre in Algerien, wo Christian später während des Algerienkrieges ebenfalls als Offizier seinen Militärdienst leistete.
Da er schon seit seinem achten Lebensjahr Priester werden wollte, trat Chergé am 6. Oktober 1956 in das Seminar der Karmeliten in Paris ein. 1959 wurde sein Studium unterbrochen, als er zum Militärdienst einberufen wurde. Chergé wurde als Offizier nach Algerien geschickt. Während dieser Zeit hatte Christian, wie sein Bruder Hubert berichtet, sein Damaskuserlebnis, als ein muslimischer Freund ihm 1959 das Leben rettete, der zwei Tage später tot aufgefunden wurde – erschlagen von radikalen Landsleuten. Das Lebensopfer des Freundes habe Pater de Chergé später rückblickend als die größte Liebeserfahrung seines Lebens bezeichnet und ihn in seinem Entschluss, Ordensmann zu werden, bestärkt.
1961 kehrte Chergé nach Frankreich zurück. Nach dem Theologiestudium empfing er am 21. März 1964 in Paris die Priesterweihe und wurde Kaplan der Basilika Sacré-Cœur de Montmartre. Fünf Jahre später, am 20. August 1969, dem Fest des hl. Bernhard von Clairvaux, trat er in das Noviziat der Abtei Notre-Dame d’Aiguebelle der Trappisten in Südostfrankreich ein. Am 15. Januar 1971 ging er wieder nach Algerien, in das Bergkloster Notre-Dame de l’Atlas in Tibhirine bei Médéa, 90 km südlich von Algier im Atlasgebirge, das eine Tochtergründung von Aiguebelle war. Von 1972 bis 1974 studierte er in Rom und legte am 1. Oktober 1976 in Tibhirine die ewige Profess ab. 1984 wurde er zum Titularprior des Klosters gewählt, dessen Mönche als Ärzte und Lehrer in der überwiegend islamisch geprägten Umgebung arbeiteten.
In der Nacht vom 26. zum 27. März 1996 wurden Dom Christian de Chergé und sechs weitere französische Mönche (Pater Christophe Lebreton, Bruder Michel Fleury, Pater Bruno Lemarchand, Pater Célestin Ringeard, Bruder Paul Favre-Miville und der Konverse Luc Dochier) aus ihrem Kloster verschleppt und enthauptet. Ihre verstümmelten Leichen wurden acht Wochen später in der Nähe von Medea gefunden. Die radikale „Groupe Islamique Armé“ (GIA), eine extremistische Splittergruppe, bekannte sich zu der Tat. Der ehemalige Prokurator der Trappisten, Armand Vieilleux, ist jedoch von einem Komplott der algerischen Armee überzeugt, deren Absicht es gewesen sei, die Weltöffentlichkeit gegen die Guerilla und ihre Brutalitäten aufzubringen.
Die drei überlebenden Mitglieder des Konvents verließen Algerien und schlossen sich dem Trappistenkonvent im marokkanischen Fes an. Das Kloster Tibhirine ist bis heute verwaist.
In einer Ansprache am 10. Oktober 1996 erinnerte Papst Johannes Paul II. an den Tod von de Chergé und sprach von einem „Sieg der barmherzigen Liebe Gottes“.
Paolo Dall’Oglio würdigt de Chergé als „Märtyrer der Liebe Christi zu den Muslimen“.

## Nachlass
Chergé, der den Islam seit seiner Kindheit kannte, setzte sich sehr für den christlich-islamischen Dialog ein. Er war Mitglied des von den benediktinischen Orden (OSB, OCist und OCSO) initiierten Forums Dialogue interreligieux monastique (DIM). Sein wahrscheinlich am 6. Januar 1994 aus früheren Niederschriften zusammengestelltes, an Pfingsten 2006 (26. Mai) eröffnetes Testament zählt, obwohl nur ein kurzer Text, heute zu den Klassikern moderner geistlicher Literatur. Der schriftliche Nachlass Chergés, der vor allem Betrachtungen über die Gemeinschaft der Heiligen und die Eschatologie hinterlassen hat, wird heute von der Abtei Aiguebelle verwaltet und veröffentlicht.

## Schriften
- L’invincible espérance., Texte von Christian de Chergé, zusammengestellt und herausgegeben von Bruno Chenu. – Bayard/Centurion, 1997. – ISBN 2-227-43657-3.
- Idem. Dieu pour tout jour, Chapitres de Père Christian de Chergé à la communauté de Tibhirine (1986-1996). – Abbaye d’Aiguebelle, 2004.

## Filme
- 2006: Le testament de Tibhirine – Dokumentarfilm von Emmanuel Audrain
- 2010: Von Menschen und Göttern (Originaltitel: Des hommes et des dieux) – Spielfilm von Xavier Beauvois (Darsteller: unter anderem Lambert Wilson, Michael Lonsdale, Philippe Laudenbach und Jacques Herlin)